# Eichel (Heraldik)
Die Eichel ist in der Heraldik eine gemeine Figur, die in Wappen einzeln oder verbunden mit Eichenlaub vorkommt. Sie ist der typischen Erscheinung der reifen, aber noch am Baum oder immer in ihrem Fruchtbecher befindlichen Frucht von in Mittel- und Südeuropa heimischen Eichenarten (beispielsweise der auch „Deutsche Eiche“ genannten Stieleiche) nachempfunden und wird zumeist mit Stiel und häufig senkrecht (stehend oder hängend) dargestellt.
Die Tingierung (Farbgebung) ist häufig Gold (gelb), gelegentlich auch Grün oder Rot, selten Silber (weiß). Der Fruchtbecher ist bisweilen abweichend grün tingiert, zumeist bei gleicher Tingierung wie der Fruchtkörper mit einem schwarzen Schrägfadengitter überdeckt (d. h. bis zum Rand der Teilfigur durchgezogen; selten auch nur belegt, also nicht bis zum Rand der Teilfigur durchgehend), sodass er dunkler erscheinen kann, ohne eine unheraldische Farbe verwenden zu müssen. 

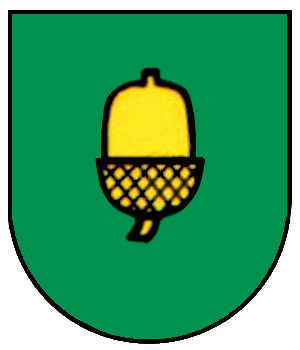
Aichelberg (Ortsteil von Aichwald)
Aichstetten
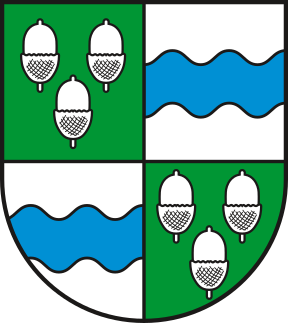
Biederitz
Dreieichenhain
Ecklak
Eichelhardt
Eichenau
Neu-Eichenberg
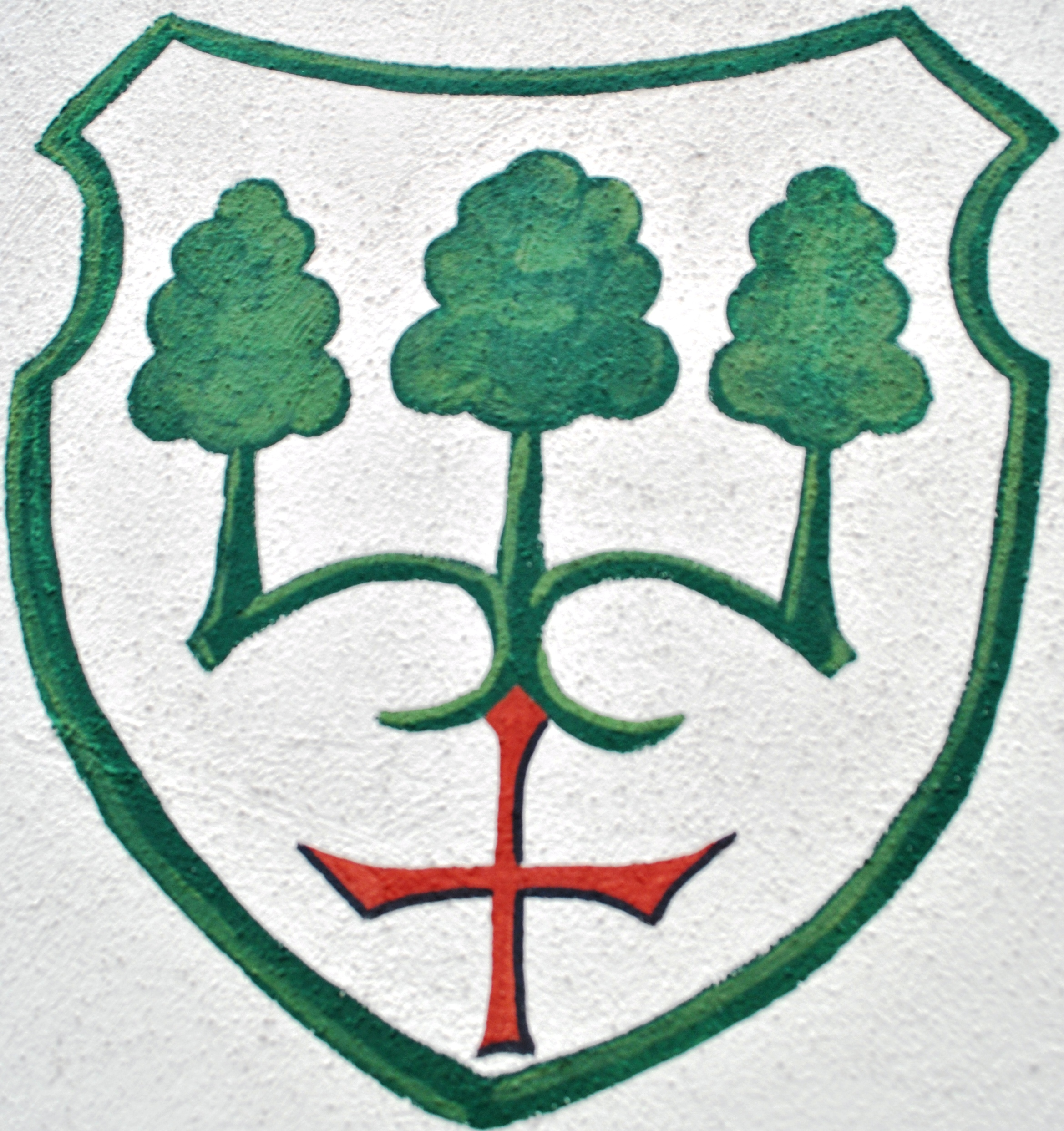
Volkach–Eichfeld
Eichgraben, Österreich
Eichstätt
Elbtalaue (Samtgemeinde)
Göttlin
Kirchardt
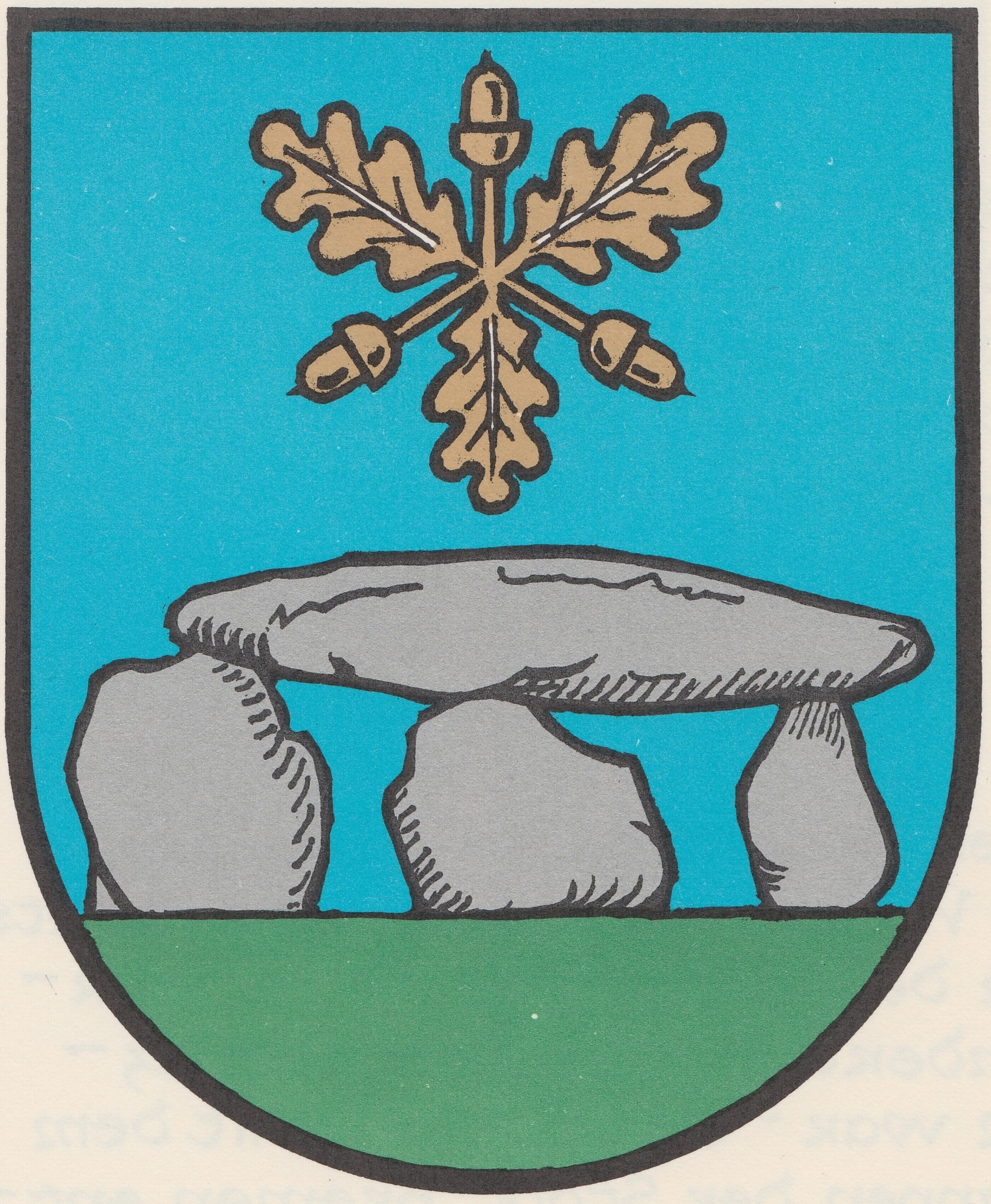
Lehnstedt
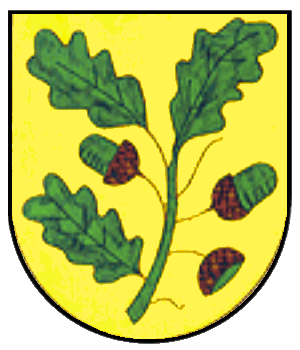
Schweindorf
Winnweiler
Acton Vale, Québec, Kanada
Gmina Dębowa Kłoda, Polen
Gmina Dębowa Łąka, Polen
Dubna, Russland
Silberne Eicheln im Wappen von Chavannes-le-Chêne VD, Schweiz
Zweiblättriger Eichenzweig mit Frucht im Wappen von Würenlingen AG, Schweiz
Dubnica nad Váhom, Slowakei
Brněnec, Tschechien
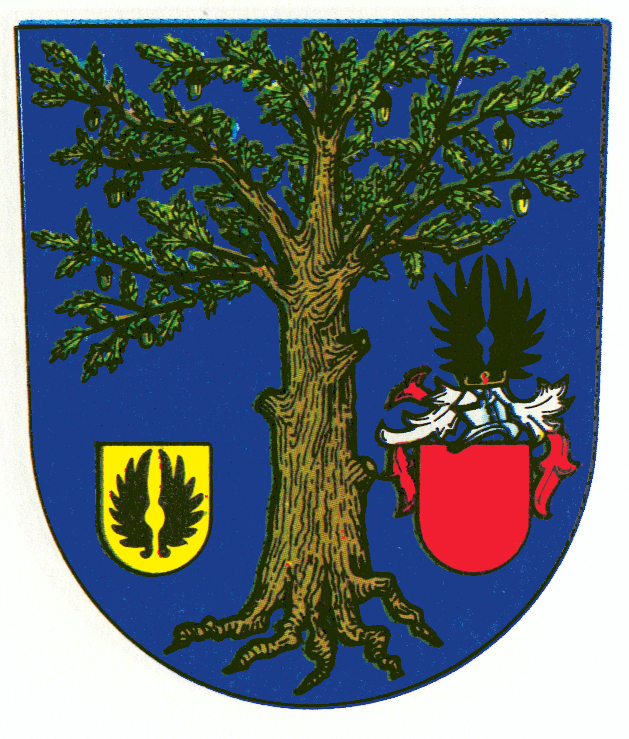
Čelákovice, Tschechien
Český Dub, Tschechien
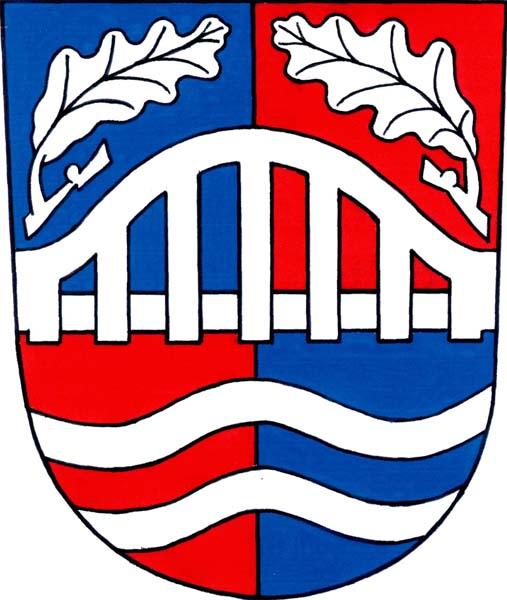
Doudleby nad Orlicí, Tschechien
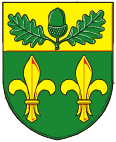
Dub nad Moravou, Tschechien
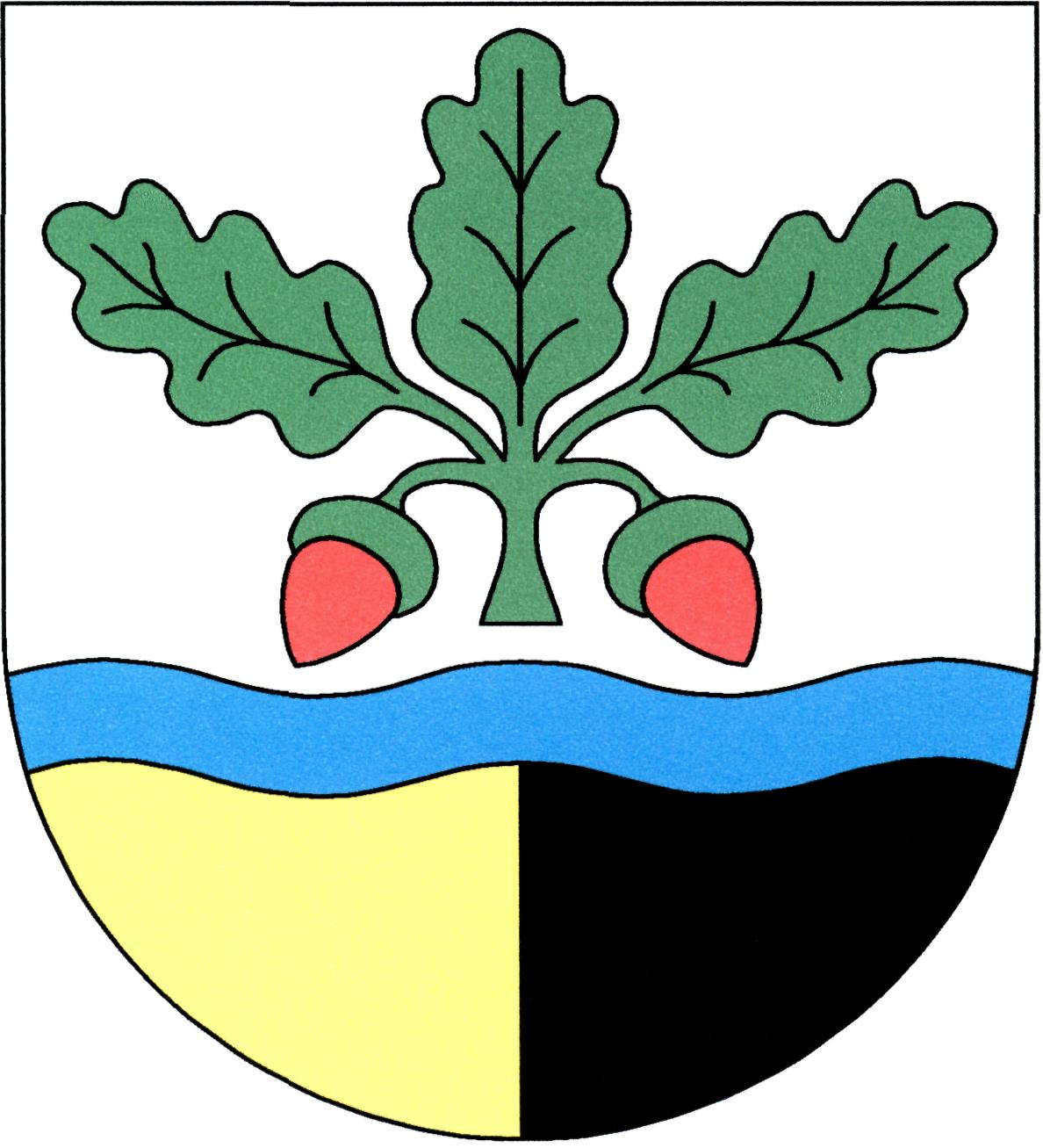
Dubnice pod Ralskem, Tschechien
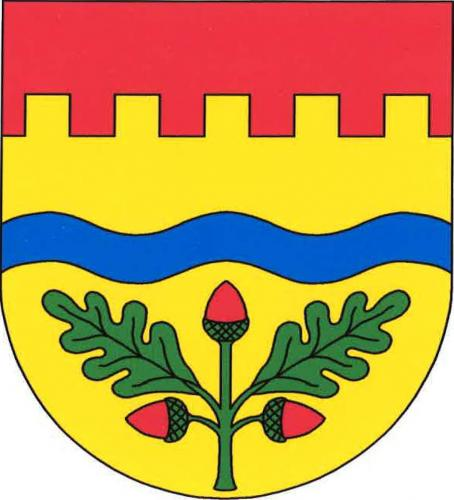
Hradištko, Tschechien
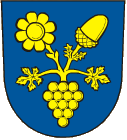
Lichnov, Tschechien
Kořenov, Tschechien
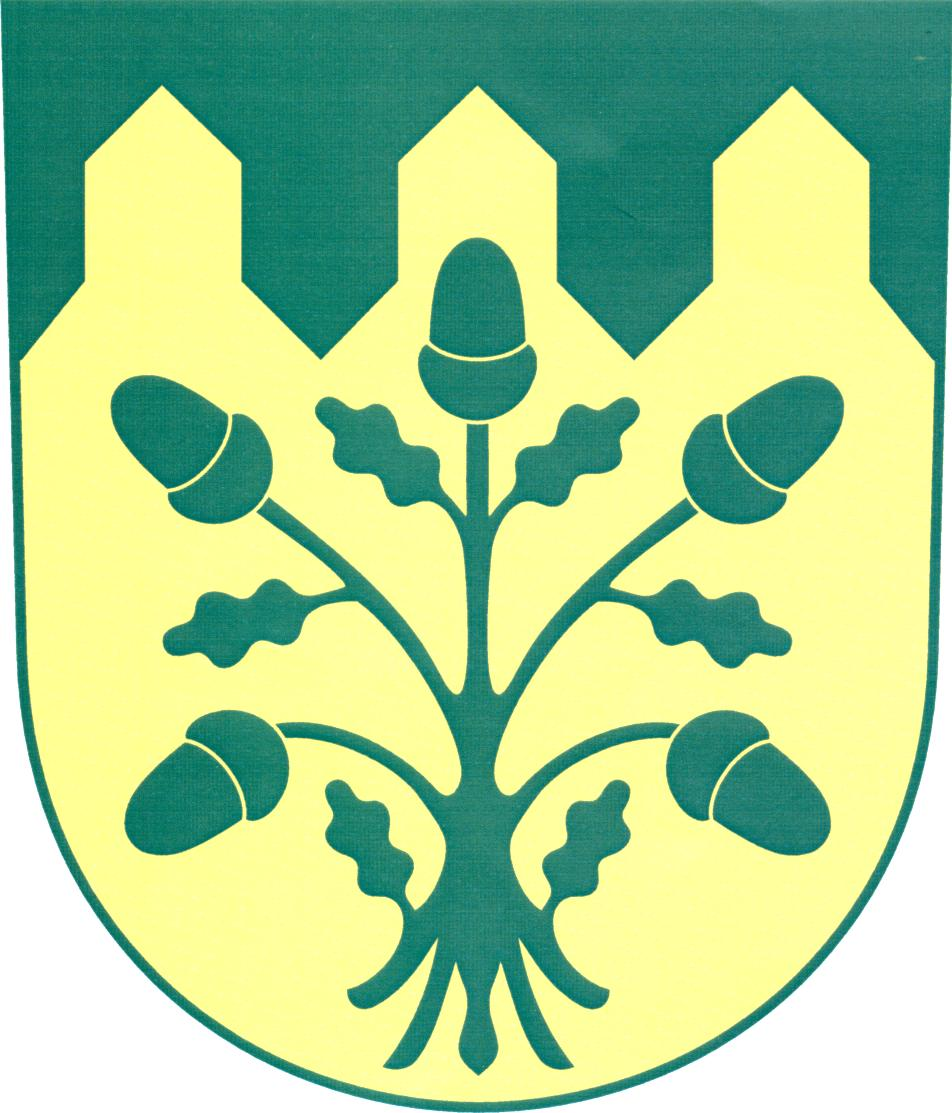
Mikulčice, Tschechien
Modřice, Tschechien
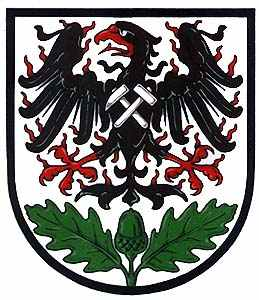
Stochov, Tschechien
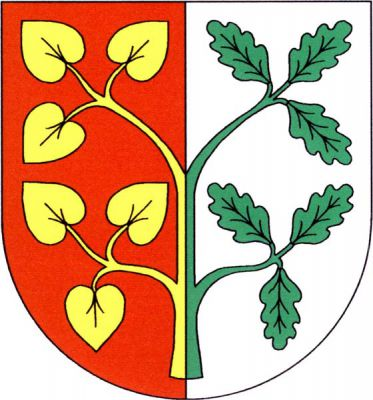
Všelibice, Tschechien
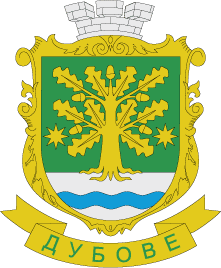
Dubowe, Ukraine